# BBC Alba
|  | Aquest article tracta sobre serveis en gaèlic escocès de la BBC Scotland. Vegeu-ne altres significats a «BBC Alba (Canal)». |

BBC Alba (o BBC Gàidhlig) és el nom donat en gaèlic escocès a la radiotelevisió nacional d'Escòcia, BBC Scotland, i el nom s'empra per descriure els serveis en aquesta llengua oferts per la BBC.
D'entre la programació, destaquen el programa d'afers internacionals d'actualitat Eòrpa (Europa), el programa infantil Dè a-nis? (I ara què), i el programa humorístic d'esquetxos Air ais air an Ràn Dàn (Altre cop al Ran Dan).
BBC Alba és responsable de l'emissora de ràdio en gaèlic BBC Radio nan Gàidheal. També és co-responsable juntament amb MG Alba del canal exclusiu en gaèlic també anomenat BBC Alba.
El juliol de 2008 el lloc web de BBC Alba va llançar un extens servei de notícies, en conjunt amb el llançament del canal de televisió digital.

## Drets esportius
El 2010 BBC Alba va comprar els drets per la Lliga cèltica de futbol, que comparteix amb Raidió Teilifís Éireann, BBC Northern Ireland i TG4.